# Upeneus itoui
Upeneus itoui Yamashita, Golani & Motomura, 2011 è un pesce perciforme appartenente alla famiglia Mullidae.